# 金斯顿 (北卡罗来纳州)
金斯顿（英語：Kingston）是位于美国北卡罗来纳州勒诺县的一座城市，也是该县的县治所在。根據2020年人口普查統計，該縣共有人口19,900人；其中非裔佔約68.42%、白人24.39%、亞裔1.05%、拉丁美洲裔3.03%，另有約2.9%的多族裔。